# Il letto della sorella
Il letto della sorella (Syskonbädd 1782) è un film del 1966 diretto da Vilgot Sjöman.